# Rafael Hernando
 (mars 2023).
Si vous disposez d'ouvrages ou d'articles de référence ou si vous connaissez des sites web de qualité traitant du thème abordé ici, merci de compléter l'article en donnant les références utiles à sa vérifiabilité et en les liant à la section « Notes et références ».
Rafael Hernando y Palomar (né le 31 mai 1822 à Madrid et mort le 10 juillet 1888 à Madrid) est un compositeur espagnol de zarzuelas. 

## Biographie
Fils de Pedro Hernando et Eugenia Palomar, il perdit sa mère à l'âge de deux ans. À quinze ans, il est entré au Conservatoire de Madrid où il a étudié le solfège et le piano avec Pedro Albéniz, le chant avec Baltasar Saldoni et la composition avec Ramón Carnicer. Une sœur de son père était mariée en France et résidait à Paris. En 1843 Hernando a décidé d'aller en France perfectionner ses connaissances musicales. Dans la capitale française, il a étudié avec Manuel Garcia (fils) et il s'est lié d'amitié avec Daniel-François-Esprit Auber. Auber a réussi à lui procurer le poste de directeur du chœur de l'Opéra Comique. À Paris, Hernando a écrit un Stabat Mater et un opéra sur un texte italien: Romilda.
Au début des Révolutions de 1848, ayant reçu un message qui lui annonçait de la mort imminente de son père, il est retourné en Espagne. Rapidement il a rejoint les compositeurs qui allaient faire renaître la zarzuela: Barbieri, Cristóbal Oudrid, Inzenga et Joaquín Gaztambide. Le librettiste de El ensayo de una ópera, une des premières zarzuelas modernes, Juan del Peral, voyant que Oudrid ne voulait pas en compléter la musique, chargea de ce travail Hernando, et ainsi, à seulement 26 ans, Hernando a débuté dans la zarzuela. Le succès de El ensayo de una ópera a fait que del Peral lui a fourni un nouveau livret, sur lequel Hernando a composé et créé sa première zarzuela: Palo de ciego (1849).
Le premier grand succès de Hernando a eu lieu en 1849, avec la création de Colegialas y soldados. Attirés par les perspectives de gains que le nouveau genre offrait, Barbieri, Oudrid, Inzenga, Gaztambide et Hernando, associés au librettiste Luis Olona, ont décidé de créer une nouvelle compagnie, pour laquelle Hernando a composé El duende (1849 ), autre grand succès qui arriva au chiffre de 150 représentations.
Durant l'été 1851, les associés, ainsi que l'acteur Francisco Salas ont fondé la Sociedad Artística para el cultivo de la zarzuela. Ils ont composé et fait jouer une œuvre collective, à laquelle a participé Hernando: Escenas de Chamberí.
Cependant, Hernando était moins prolifique que ses compagnons, surtout si on le compare à Barbieri et Gaztambide. En 1853, était devenue nécessaire une augmentation de capital. Inzenga, Oudrid et Hernando ont été exclus de la Société, ne pouvant apporter les fonds requis.
L'exclusion de la Société, et la faveur générale que recevaient les principales figures du genre : Gaztambide, Barbieri et Emilio Arrieta, ont poussé Hernando à s'éloigner progressivement de la composition. Il a eu son dernier succès en 1860 avec El tambor. 
Se consacrant moins à la zarzuela, il est devenu un animateur culturel et un enseignant. Il a collaboré à la fondation de la Sociedad Artístico-Musical de Socorros Mutuos, qui a permis la diffusion de la musique symphonique et celle de la musique de chambre. Il est devenu professeur à la Escuela Nacional de Música y Declamación (Conservatoire) de la Académie royale des beaux-arts de San Fernando.
Sa production comprend 17 zarzuelas et quelques œuvres religieuses. Aucune de ses zarzuelas n'est restée dans le répertoire d'aujourd'hui.

## Œuvres
(Liste non exhaustive)
- 1849 El duende - zarzuela - livret : (Luis Olona)
- 1849 Palo de ciego - zarzuela en 1 acte - livret : Juan del Peral
- 1849 Colegialas y soldados - zarzuela en 2 actes - livret : Mariano Pina
- 1850 Bertoldo y comparsa - livret : Gregorio Romero y Larrañaga
- 1851 Escenas de Chamberí - œuvre collective - livret : Luis Olona
- 1851 Segunda parte de El duende - zarzuela en 2 actes - livret : Luis Olona
- 1852 El novio pasado por agua - zarzuela en 3 actes - livret : Manuel Bretón de los Herreros
- 1852 El secreto de la Reina - en collaboration avec Joaquín Gaztambide et José Inzenga
- 1853 Don Simplicio Bobadilla - en collaboration avec Joaquín Gaztambide, Francisco Asenjo Barbieri et José Inzenga - livret :Manuel Tamayo y Baus
- 1854 Cosas de don Juan - zarzuela en 3 actes - livret : Manuel Bretón de los Herreros
- 1860 El tambor - livret : Emilio Álvarez